# Konstantinbrücke (Mysien)
Die Konstantinbrücke war eine spätantike Brücke in Mysien in der heutigen Türkei.
Die nach dem Jahr 258 n. Chr. errichtete Konstruktion überquerte den Fluss Rhyndakos, den heutigen Adırnaz Çayı, bei Uluabat (Lopadium). Der Brückenname rührt aus der byzantinischen Zeit, als eine von St. Helena dem Kaiser Konstantin dem Großen geweihte Kapelle das Bauwerk krönte. Bei einem Ortsbesuch Anfang des 20. Jahrhunderts fand der englische Archäologe Frederick William Hasluck nur noch wenige Überreste vor. Kein Bogen war intakt geblieben, und nur noch einige zerstörte Pfeiler türmten sich an der rechten Uferseite auf. Das Mauerwerk bestand aus Steinquadern mit Bruchsteinfüllung.
Neben der Konstantinbrücke haben sich in Mysien noch teils beachtliche Reste von Römerbrücken über die benachbarten Flüsse erhalten, darunter die Makestosbrücke, die Aiseposbrücke und die Weiße Brücke über den Granikos.